# Théodore Vienne
Théodore Vienne (* 28. Juli 1864 in Roubaix, Frankreich; † 1. März 1921 im 15. Arrondissement Paris, Frankreich) war ein französischer Sportfunktionär, Industrieller, Sportveranstalter, Mäzen und Sportjournalist.

## Leben
Die Familie Vienne hatte belgische Vorfahren, er wurde in Roubaix, einer Textilhochburg, geboren. Sein Vater war Emmanuel Ignace Vienne (1824–1873) und  seine Mutter Elisa Marie Joseph Leser (1825–1878). Aufgrund der schlechten körperlichen Verfassung der Textilarbeiter sorgte der örtliche Bürgermeister Henri Carette mit einer Kampagne für mehr sportliche Aktivitäten, unter anderem auch Radfahren. So entdeckte Vienne seine Leidenschaft für Sport (Billard, Radfahren, Boxen). Als Textilunternehmer reich geworden, baute er mit seinem Kompagnon Maurice Perez 1895 das Velodrom Roubaix, 1896 begründete er das Straßenradrennen Paris-Roubaix.
1903 gründete Vienne zusammen mit Frantz Reichel den ersten europäischen Billardverband Fédération des Sociétés Françaises des Amateurs de Billard (FSFAB). Beide verließen den Verband jedoch nach Streitigkeiten nach drei Tagen und gründeten drei Monate später die Fédération Française de Billard (FFB). Bei der FFB organisierte er die ersten Cadre-45/2-Weltmeisterschaften. Nach der Zusammenführung beider Verbände 1913 zur Fédération Française des Amateurs de Billard (FFAB) wurde er Generalsekretär, nach einer erneuten Umbenennung blieb er dem neuen Verband Fédération Internationale des Amateurs de Billard (FIAB) nur noch als „Ehrenpräsident“ erhalten.
Als Direktor und Eigentümer des Pariser Riesenrads gründete er 1907 zusammen mit Robert Coquelle und Victor Breyer in Paris das „Wunderland“, eine Boxkampfarena. Er organisierte die ersten Boxkämpfe in Frankreich und war Vorsitzender der Kommission zur Organisation von Kämpfen des französischen Boxverbandes Fédération Française de Boxe im Jahr 1912.
Vienne verstarb mit nur 56 Jahren 1921 im 15. Arrondissement von Paris. Er auf dem Friedhof Père-Lachaise in Paris beigesetzt.